# Runton
Runton is een civil parish in het bestuurlijke gebied North Norfolk, in het Engelse graafschap Norfolk met 1667 inwoners.